# The Sea of Grass
The Sea of Grass is een Amerikaanse western uit 1947 onder regie van Elia Kazan. Het scenario is gebaseerd op de gelijknamige roman uit 1936 van de Amerikaanse auteur Conrad Richter. De film werd destijds uitgebracht onder de titel Landhonger.

## Verhaal
Grootgrondbezitter James B. Brewton trouwt met Lutie. Ze krijgen samen een dochter. Op een dag vertrekt Lutie naar Denver. Daar krijgt ze een kind met de advocaat Brice Chamberlain. Als Chamberlain sterft, regelt haar dochter een ontmoeting met Brewton.

## Rolverdeling
| Acteur            | Personage                |
| ----------------- | ------------------------ |
| Spencer Tracy     | Kolonel James B. Brewton |
| Katharine Hepburn | Lutie Cameron Brewton    |
| Robert Walker     | Brock Brewton            |
| Melvyn Douglas    | Brice Chamberlain        |
| Phyllis Thaxter   | Sara Beth Brewton        |
| Harry Carey       | Doc J. Reid              |
| Douglas Fowley    | Joe Horton               |